# Ojíř z Friedberka
Ojíř z Friedberka nebo též z Frýdberka (německy Hoyer von Friedberg; † únor 1253?) byl německý rytíř a dvořan české krále Václava I. Do Čech přišel zřejmě z okolí Fuldy.

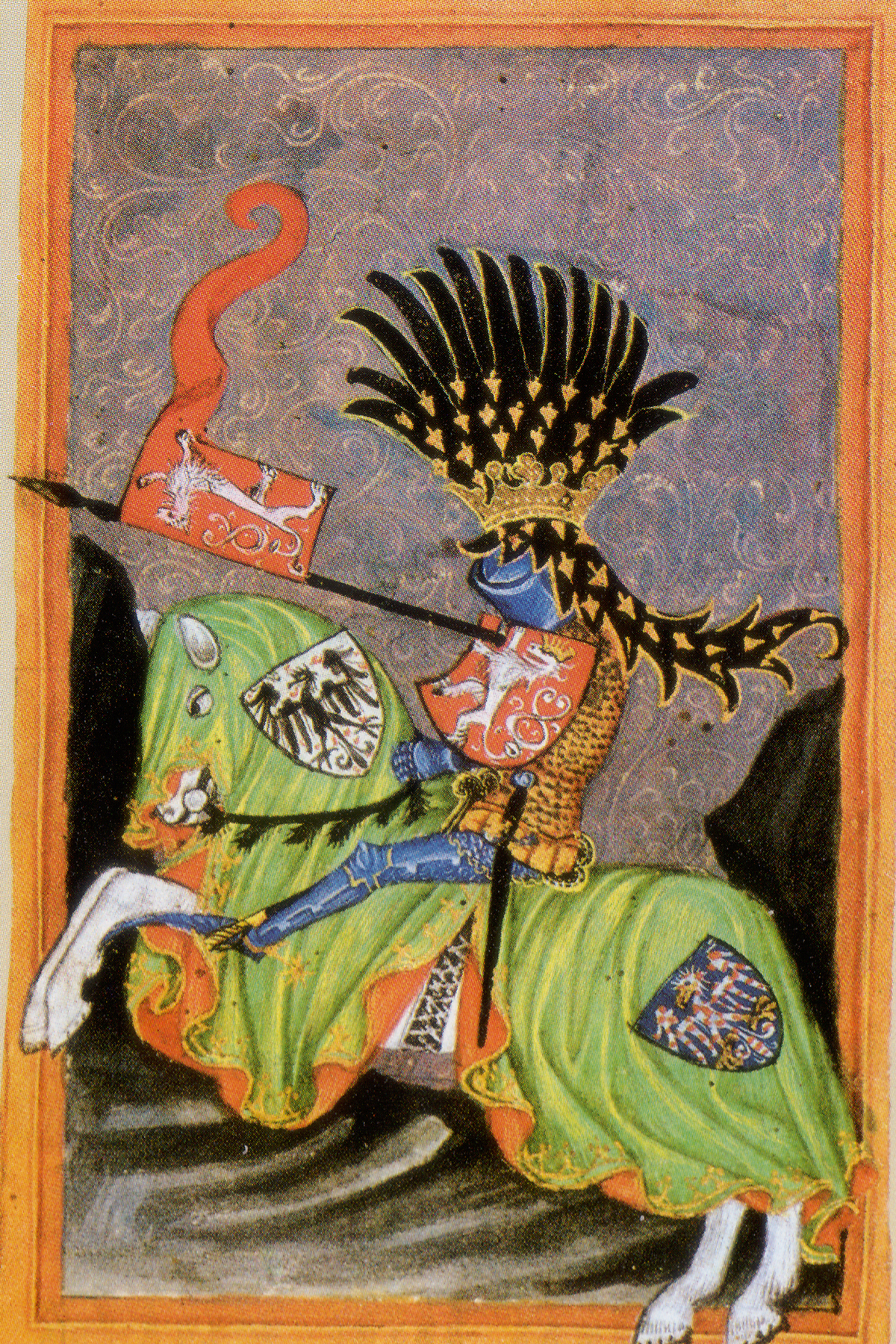
Jezdecký portrét Václava I. v Gelnhausenově kodexu

Poprvé se Ojíř objevuje na listině z Pliseňska datované k roku 1229, kde se vyskytuje společně s pány Erkenberty ze Starkenberka. Následně vstoupili do služeb českého krále Václava I. a u dvora se těšili oblibě. Na listinách krále Václava I. je zaznamenán prvně k roku 1233 jako svědek při věnování majetku řádu německých rytířů. Do Čech rovněž přivedl tradici rytířských turnajů. K roku 1237 zasadil Václav Novotný příhodu s fuldským opatem a císařem, o které se nachází zmínka v Dalimilově kronice, v níž Ojířovi kronikář zajistil proslulost. Fuldský opat totiž urazil krále Václava I., za což fuldského opata Ojíř praštil. Poté se strhla hádka mezi císařem a králem Václavem, jež vyústila v situaci, kdy Ojíř vytasil meč a vynutil si bezpečný odchod královy družiny.
| „                    | Za hrdinství král Ojíře vyznamená, o Bílinu rozšiřuje jeho léna. Ojíř velmi potrpěl si na turnaje. Ta zábava zubožila české kraje. | “ |
| — Dalimilova kronika | |   |

V roce 1241 se Ojíř zúčastnil válečné výpravy proti Tatarům. K únoru roku 1249 klade Vratislav Vaníček darování hradu Bíliny Ojířovi králem Václavem I. Bílina mu byla udělena buď dědičně, anebo ho Václav I. pouze jmenoval bílinským kastelánem. Podle Miloslava Sovadiny se jednalo o vyjádření vděku za věrné služby během povstání kralevice Přemysla. Naposledy je Ojíř připomínán k prosinci roku 1249, když doprovázel Václava I. v Brně. Datum úmrtí Ojíře není uváděno jednotně. Miloslav Sovadina předpokládá, že mohl Ojíř zemřít někdy v rozmezí leden 1250 – 16. srpna 1253. Vratislav Vaníček se však domnívá, že Ojíř skonal již v únoru roku 1253. Po Ojířově smrti se Václav I. rozhodl učinit nadání pro špitál sv. Františka v Praze za Ojířovu duši.
Jeho nástupcem na Bílině byl jiný Ojíř, snad jeho stejnojmenný syn, který v roce 1260 táhl s Přemyslem Otakarem II. proti uherskému králi Bélovi IV.